# جون لويس (سياسي)
جون لويس (بالإنجليزية: John Lewis)‏ هو سياسي أسترالي وبريطاني (وحمل سابقاً جنسية المملكة المتحدة لبريطانيا العظمى وأيرلندا)، ولد في 12 فبراير 1844 في أستراليا، وتوفي في 25 أغسطس 1923. انتخب عضو مجلس جنوب أستراليا التشريعي عن دائرة Northern District (South Australian Legislative Council) ‏ وقد انضم خلال فترته النيابية (1902 – 25 أغسطس 1923)  للكتلة البرلمانية مستقل وانتخب عضو مجلس جنوب أستراليا التشريعي عن دائرة North-Eastern District (South Australian Legislative Council) ‏ وقد انضم خلال فترته النيابية (4 يونيو 1898 – 1902)  للكتلة البرلمانية مستقل.